# Lily Weiding
Lily Weiding (ur. 22 października 1924 we Frederiksbergu, zm. 15 czerwca 2021 w Kopenhadze) – duńska aktorka teatralna, filmowa i telewizyjna. Wystąpiła w ponad 30 filmach i programach telewizyjnych od 1942 do 2008 roku. Zagrała w filmie Nie ma czasu na pieszczoty z 1957 roku, który został zgłoszony na 7. Międzynarodowy Festiwal Filmowy w Berlinie.

## Życie prywatne
Jej mężem był aktor Morten Grunwald, z którym byli nieprzerwalnie 57 lat, do jego śmierci w 2018 roku. Lily Weiding zmarła 15 czerwca 2021 roku w wieku 96 lat.

## Filmografia
- 1946: Październikowe róże jako pani Birk
- 1947: Rodzina Szwecjahielm jako Astrid
- 1947: Kristinus Bergman jako Maria Tange
- 1948: Trzy lata później jako Ilse Isling
- 1956: Ciocia Tut z Paryża jako Asta Hiller
- 1957: Nie ma czasu na pieszczoty jako matka – aktorka Maria Lehmann
- 1967: Marta jako panna Bruun
- 1974: Ostatni skok gangu Olsena jako turystka goniąca Benny’ego
- 1986: Boże Narodzenie na Zamku jako Fedorika
- 1991: Pewnego dnia w październiku jako sekretarka
- 1993: Zaniedbana wiosna jako pani Ellerstrom
- 1997: Ręce do góry! jako pani Buus
- 2001: Migrujące ptaki jako Olga
- 2003: Zieloni rzeźnicy jako panna Juhl